# Comandament Aeri de Canàries
El Comandament Aeri de Canàries (MACAN) és l'única organització territorialitzada del Comandament Aeri General de l'Exèrcit de l'Aire d'Espanya i té com a missió el manteniment i preparació de les unitats aèries situades a l'arxipèlag de Canàries, així com la preparació de comandaments.
Està integrat per una Caserna General, sota les ordres d'un Cap d'Estat Major, del que depenen la Base aèria de Gando (amb l'Ala 46, el Grup d'Alerta i Control i el 802 Esquadró) i l'Aeròdrom Militar de Lanzarote, entre altres unitats i instal·lacions. La força està integrada bàsicament per avions F-18 Hornet que van substituir als retirats Dassault Mirage F1.
Des de maig de 2017 el comandant general és el general de divisió Fernando de la Cruz Caravaca.

## Ressenya històrica
El Comandament Aeri de Canàries neix a conseqüència del desplegament de forces aèries per part de l'exèrcit de l'aire després de la Guerra Civil Espanyola davant un hipotètic atac a les illes durant la Segona Guerra Mundial. En 1940 es van desplegar a les illes 24 Fiat CR-32 i dos hidroavions Dornier J "Wal" (balena). Aquest mateix any es va crear la Zona Aèria de Canàries i Àfrica Occidental, unint-se a les anteriors aeronaus cinc Junker DJ.-52 i elevant-se a 29 el nombre de caces Fiat CR-32.
Després de crear-se en la dècada de 1950 el Servei Aeri de Rescat i incorporar-s'hi aparells, es va crear el 802 Esquadró de Salvament. Durant la guerra d'Ifni, l'illa es va convertir en lloc des d'on es van llançar atacs aeris, pel que va ser equipada amb bombarders Heinkel He 111. Acabat el conflicte, en 1965 es trobaven a Canàries quatre esquadrons: 361 Junkers 52, 362 Heinkel 111, 363 C-6 i 364 Messerschmitt Bf 109 fabricat a Espanya per Hispano-Aviación com "HA-1112".
A l'inici de la dècada de 1970 les unitats desplegades eren: 461 DC-3, 462 HA-200 Saeta i 463 C-6 (versió del T-6 Armada). En la dècada de 1980 i 1990, els aparells van ser modernitzats successivament, incorporant-se avions F-5, Mirage F1 i T-12 Aviocar.

## Funcions i missions
En temps de pau, correspon el Comandament Aeri de Canàries:
1. La disponibilitat operativa de les unitats assignades.
2. La formació, instrucció i ensinistrament de les forces que d'ell depenguin.
3. El planejament i/o execució de les missions que se li assignin.
4. El manteniment de les instal·lacions.
5. El desenvolupament i compliment dels plans orgànics, de seguretat, logístics i d'infraestructura de les bases aèries, aeròdroms, aquarteraments aeris i unitats sota la seva dependència.
6. El desenvolupament i compliment dels plans operatius d'acord amb les instruccions del Cap de l'Estat Major de l'Exèrcit de l'Aire.
7. Coordinar-se i col·laborar amb el Comandament Aeri Central.
8. Mantenir la màxima eficàcia de les unitats de combat.
9. El suport a la resta d'unitats desplegades en territori sota el seu comandament.